# Šentjakob
Šentjakob – wieś w Słowenii, w gminie Šentjernej. W 2018 roku liczyła 30 mieszkańców.